# Wasteland - The Purgatory
A Wasteland – The Purgatory a Seether 2021-ben megjelent középlemeze. A lemezen öt dal, három új, valamint a Si Vis Pacem, Para Bellum lemezen megjelent Wasteland eredeti és alternatív változata hallható. A középlemezt 2021. július 2-án jelentették be, megjelenési dátuma CD-n és digitális formában 2021. július 30., 12"-es (45rpm) hanglemezen pedig 2021. október 22.

## Az album dalai
| 1.    | Wasteland                       | 3:59 |
| 2.    | What Would You Do?              | 4:49 |
| 3.    | Will It Ever End?               | 4:08 |
| 4.    | Feast or Famine                 | 4:33 |
| 5.    | Wasteland (alternatív változat) | 4:20 |
| 21:49 |                                 |      |

## Közreműködők

### Seether
- Shaun Morgan – ének, gitár, produkció
- Dale Stewart – basszusgitár
- Corey Lowery – gitár
- John Humphrey – dobok, perkusszió

### Egyéb közreműködők
- Corey Lowery – engineering
- Matt Hyde – keverés[2]

## Külső hivatkozások
- A Seether hivatalos oldala